# Otomops papuensis
Otomops papuensis is een vleermuis uit het geslacht Otomops die voorkomt in het oosten van Nieuw-Guinea. De soort is op slechts twee plaatsen gevonden in de Papoea-Nieuw-Guineese provincies Gulf en Milne Bay. De bovenkant van het lichaam is roodbruin, de onderkant wat lichter. Over de schouders en de keel loopt een lichter gebied. Voor het holotype uit Gulf Province bedraagt de staartlengte 30 mm, de voorarmlengte 49,2 mm, de achtervoetlengte 10,6 mm en de oorlengte 22,2 mm. Twee exemplaren uit Milne Bay Province hadden voorarmlengtes van 49,6 tot 50,2 mm.